# Буларов, Ильяс Юсупович
Ильяс Юсупович Буларов (род. 5 сентября 1957 года, село Сортобе, Жамбылская область , Казахская ССР) — казахстанский политический деятель, депутат Мажилиса парламента Казахстана VII созыва.

## Биография
Буларов Ильяс Юсупович -родился 5 сентября в 1957 году, в селе Сортобе в большой интернациональной семье.
1973—1974 гг. — начало трудовой деятельности в качестве слесаря — ремонтника колхоза Коммунистический.
1975—1981 гг. — обучение в Казахском сельскохозяйственном институте.
1981—1986 гг. — заведующий ТОКом, агроном по сахарной свекле, агроном по защите растений.
1986—1988 гг. — Председатель Профсоюзного комитета колхоза Коммунистический.
1988—1994 гг. — бригадир производственного участка колхоза Коммунистический.
1994—1997 гг. — Председатель правления колхоза Коммунистический.
1997—1999 гг. — директор Центра занятости Кордайского района.
1999—2004 гг. — директор ТОО «Кордайгаз».
2004—2006 гг. — главный инженер Кызылординского управления газового хозяйства.
2006—2018 гг. — главный инженер ТОО «АГС-Сервис», АО «КазТрансГаз Алматы».
2008—2011 гг. — заместитель директора производственно технического департамента АО «КазТрансГаз Алматы»
2016—2021 гг. — аким Сортюбинского сельского округа.
С 2021 г. — Депутат Мажилиса парламента VII созыва.

## Деятельность
В 2018 году в селе Сортобе был проведен День Культуры дунганского этноса, посвященный памяти Ногайбай Бия и 140-летию переселения дунган на территорию Казахстана. Ильяс Юсупович проделал очень большую организационную работу, при его непосредственном содействии была установлена Стелла памяти Ногайбай Бию. Засажена аллея памяти членами Ассамблеи Народа Казахстана, аксакалами сел Ногайбай, Сортобе, Масанчи, Каракемир, Кордая.

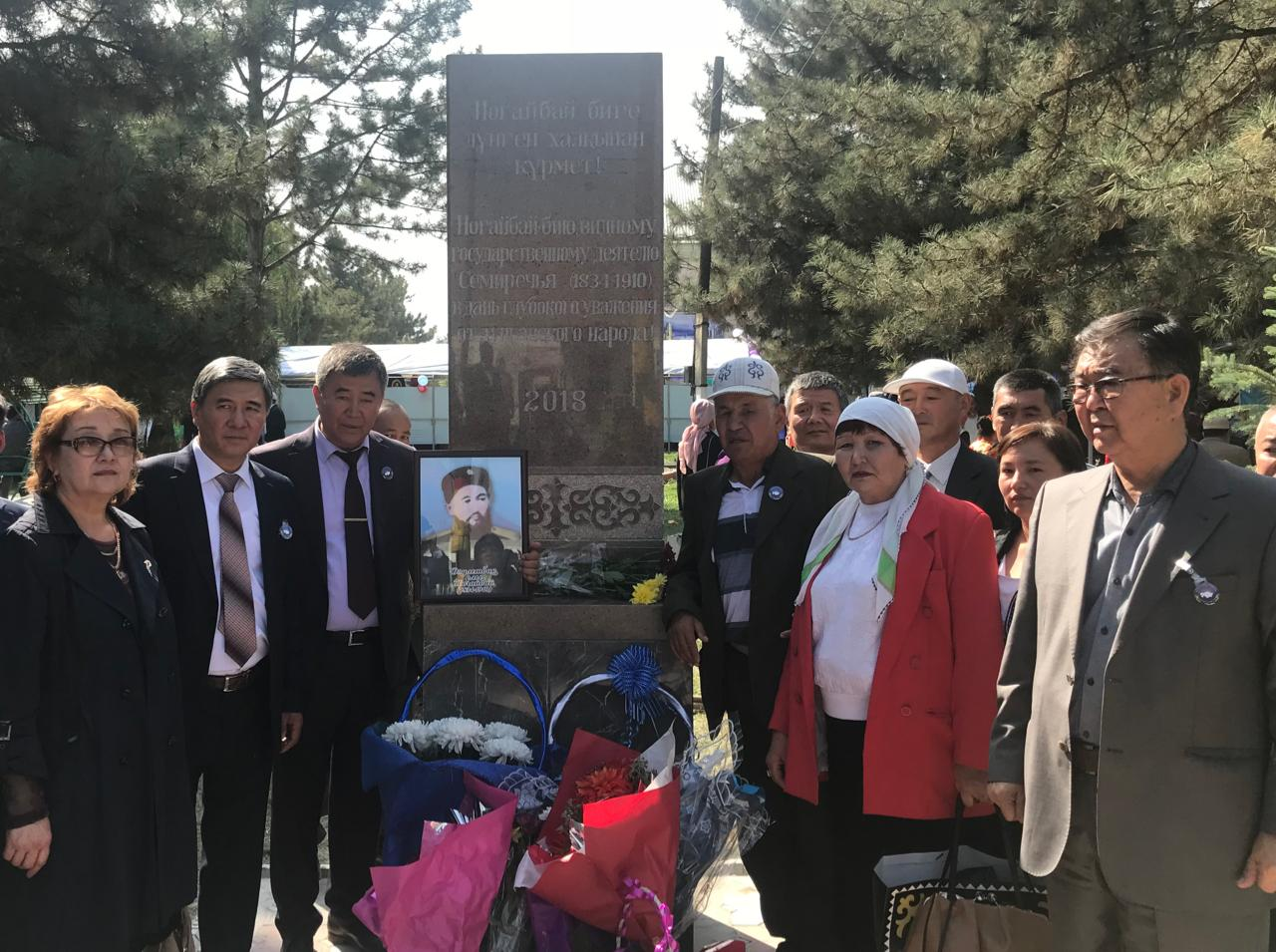
Стелла Ногайбай Бия

Обладая сильными организаторскими качествами Ильяс Юсупович был выдвинут председателем велопробега Сиань — Масанчи. Во время велопробега, в целях укрепления дружбы казахского и дунганского народов, велокоманда заезжала во все казахские села, которые расположены были по маршруту велопробега.

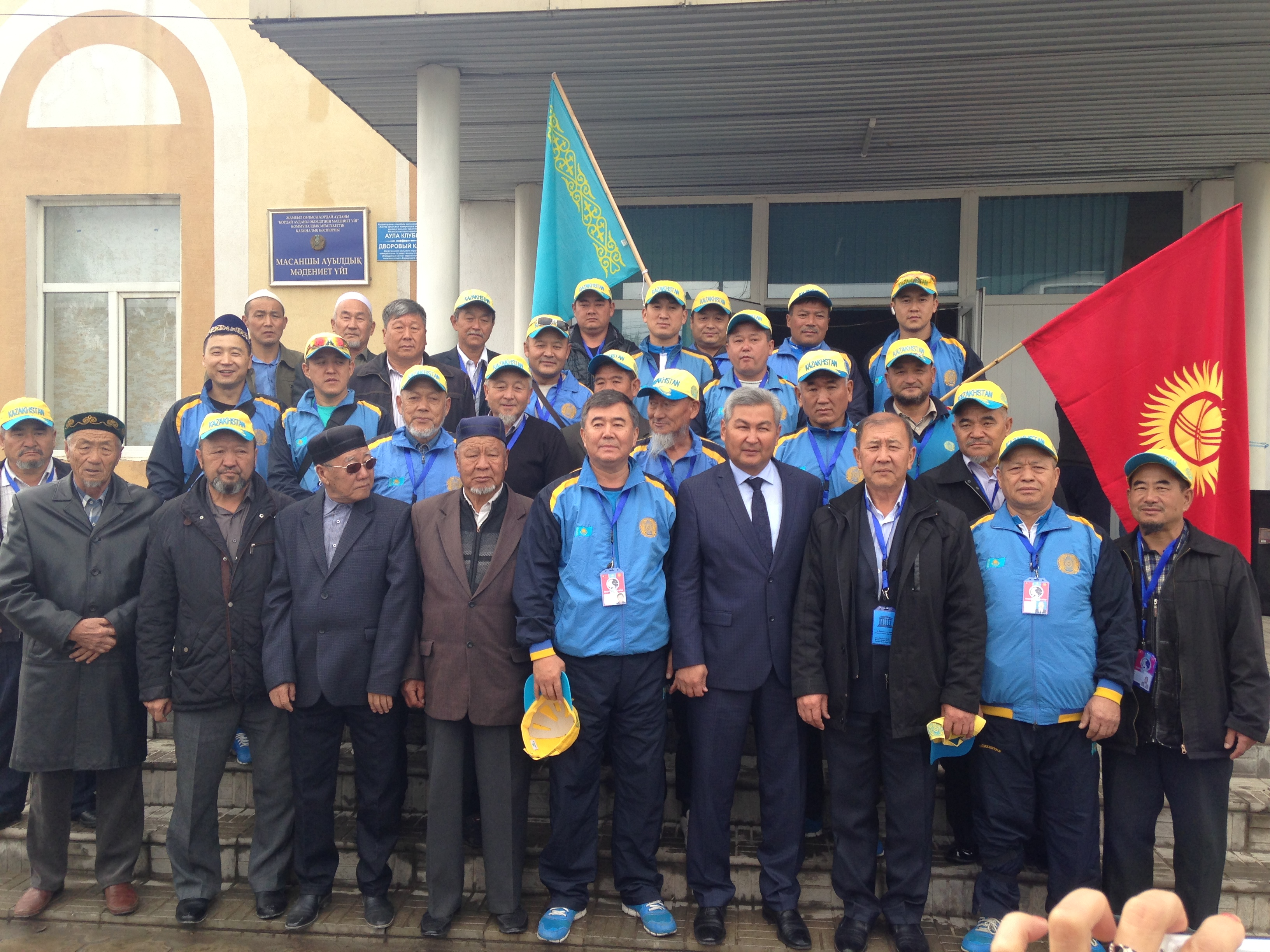
Велопробег Сиань-Масанчи

Ежегодно в селе Ильяс Юсупович, в целях пропаганды здорового образа жизни, сближения молодежи разных этносов, организовывает и проводит международный турнир по футболу среди молодежи, где принимают участие до 16 команд. Команды приезжают с Кыргызстана и сел Кордайского района.
Большое внимание он уделяет памяти предков. Под его руководством облагорожен и огражден погост между сёлами Сортобе и Булар Батыр.
В селе Сортобе он привел в порядок всю дренажную систему, которая была запущена почти 30 лет.
В сёлах Сортобе и Булар Батыр местное население под руководством Ильяса Юсуповича, своими силами, полностью провели водопроводы по обеспечению населения питьевой водой
Летом 2020 года, во время пандемии по инициативе Ильяса Юсуповича волонтеры дунганского этноса оказали гуманитарную помощь 620 семьям, жителям сел Карасай, Енбек, Каракемир, Масанчи, Сортобе, Булар Батыр, Аухатты, Кунбатыс, Кызыл-Сай Кордайского района.